# NEWS (NEWS의 음반)
《NEWS》(뉴스)는 NEWS의 5번째 정규 음반이다.

## 개요
- 신생 NEWS의 첫 오리지널 앨범.
- 초회반 A는 BOX 사양, 16P 소책자, DVD 첨부
- 초회반 B는 BOX 사양, 32P 소책자, 멤버 솔로 CD 첨부(4곡/초회반 B반)
- 통상반은 16P 소책자, 보너스 트랙 1곡 수록(통상반만)

## 수록곡

### 초회반 A
CD
1. ～compass～
작사: Ryohei Yamamoto / 작곡·편곡: 치바 준지
2. WORLD QUEST
작사: MOZZA / 작곡: 히로이즘 / 편곡: 요시오카 타쿠, 히로이즘
3. 4+FAN
작사: JIN, take4 / 작곡·편곡: take4
4. 渚のお姉サマー / 물가의 오네사마
작사: Hacchin' Maya, RYOKO.MIYAJIMA / 작곡: 히로이즘 / 편곡: CHOKKAKU
5. ポコポンペコーリャ / 포코퐁페코랴
작사: Hacchin' Maya / 작곡: 히로이즘 / 편곡: CHOKKAKU
6. 恋祭り / 사랑 축제
작사·작곡: ko-ta, Hacchin' Maya, Naoki-T, 시미즈 케이스케 / 편곡: Naoki-T
7. Greedier
작사: MOZZA / 작곡: Joakim Bjornberg, Christofer Erixon, Atsushi Shimada / 편곡: 나카니시 료스케
8. ベサメ・ムーチョ～狂おしいボレロ～ / 베사메 무쵸~미칠 듯한 볼레로~
작사: zopp / 작곡: Douglas Shawe, Daddario, Paul Drew, Greig Watts, Pete Barringer / 편곡: 스즈키 “Daichi” 히데유키
9. チャンカパーナ / 챵카파나
작사: Hacchin' Maya / 작곡: 히로이즘 / 편곡: CHOKKAKU
10. Dance in the dark
작사: H.U.B / 작곡: Shusui, RAAY, MARJETKA VOVK, KRT / 편곡: RAAY
11. HIGHER GROUND
작사·작곡·편곡: 히로이즘
12. フルスイング / 풀 스윙
작사·작곡: 히로이즘 / 편곡: 카메다 세이지

DVD
- NEWS의 휴일이 만재!! 〈LIFE OF NEWS〉

### 초회반 B
CD
DISC 1
1. ～compass～
2. WORLD QUEST
3. 4+FAN
4. 渚のお姉サマー / 물가의 오네사마
5. ポコポンペコーリャ / 포코퐁페코랴
6. 恋祭り / 사랑 축제
7. Greedier
8. ベサメ・ムーチョ～狂おしいボレロ～ / 베사메 무쵸~미칠 듯한 볼레로~
9. チャンカパーナ / 챵카파나
10. Dance in the dark
11. HIGHER GROUND
12. フルスイング / 풀 스윙

DISC 2
1. Beautiful Rain [Vocal:코야마 케이치로]
작사: 코야마 케이치로, SHOW / 작곡·편곡: SHOW
2. Dreamcatcher [Vocal:카토 시게아키]
작사·작곡: 카토 시게아키 / 편곡: 나카니시 료스케
3. Remedy [Vocal:마스다 타카히사]
작사·작곡: Ryohei Yamamoto / 편곡: Suzuki
4. Lovin' U [Vocal:테고시 유야]
작사: Satomi / 작곡: 타이치, 이하시 세이야, 와타나베 타쿠야 / 편곡: 이시즈카 토모오

### 통상반
CD
1. ～compass～
2. WORLD QUEST
3. 4+FAN
4. 渚のお姉サマー / 물가의 오네사마
5. ポコポンペコーリャ / 포코퐁페코랴
6. 恋祭り / 사랑 축제
7. Greedier
8. ベサメ・ムーチョ～狂おしいボレロ～ / 베사메 무쵸~미칠 듯한 볼레로~
9. チャンカパーナ / 챵카파나
10. Dance in the dark
11. HIGHER GROUND
12. フルスイング / 풀 스윙
13. CRY
작사: MOZZA / 작곡: MOZZA, 스즈키 마사야 / 편곡: 스즈키 마사야